# 水绿矾
水绿矾（英語：Melanterite）是水合硫酸亚铁的矿物形式，化学式为FeSO4·7H2O，是胆矾的铁类似物。它会因风化而变成铁矾。它是一种次生硫酸盐矿物，由黄铁矿和白铁矿等原生硫化物矿物在近地表环境中氧化形成。它通常作为旧地下矿井表面上的矿后结壳产生。它也出現在暴露於潮濕空氣的煤層和褐煤層中，並作為火山噴氣孔周圍稀有的昇華相出現。它的伴生矿物包括铜绿矾、胆矾、泻利盐、镁铝矾、铁铝矾等硫酸盐矿物。它于1850年首次被描述。

## 圖集

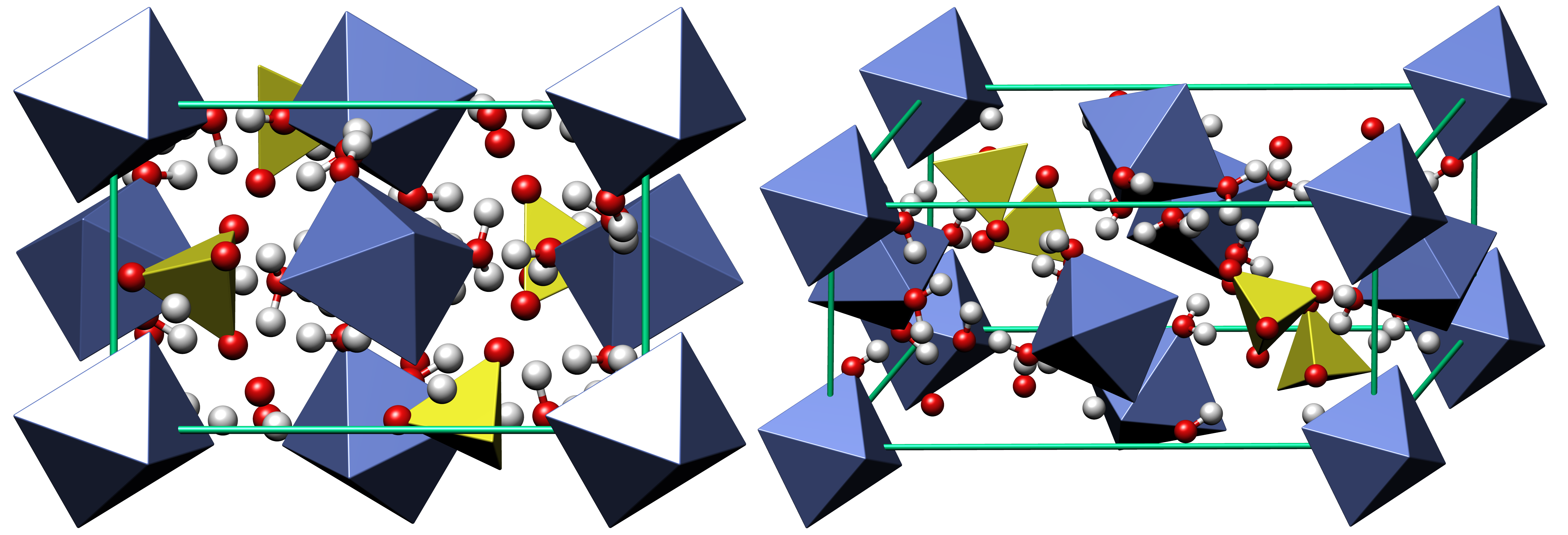
水绿矾的的晶体结构
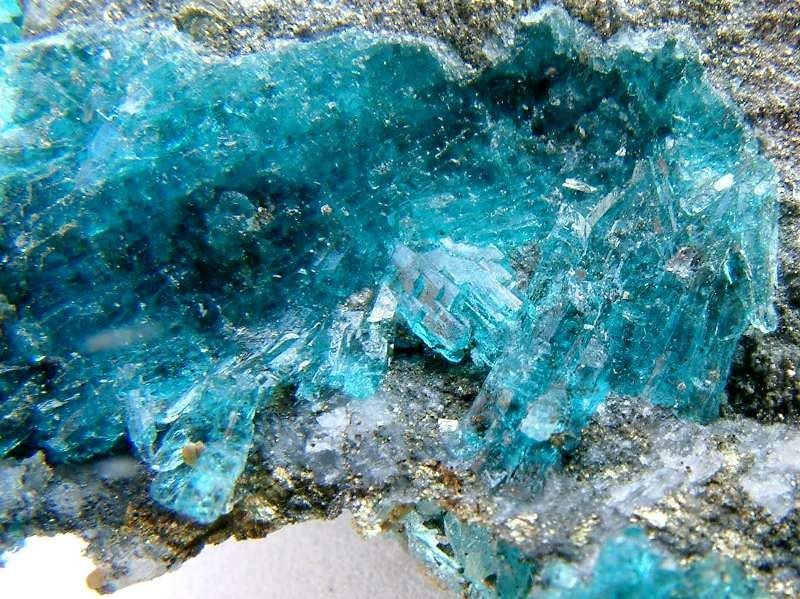
含铜水绿矾